# Різдвяний подарунок

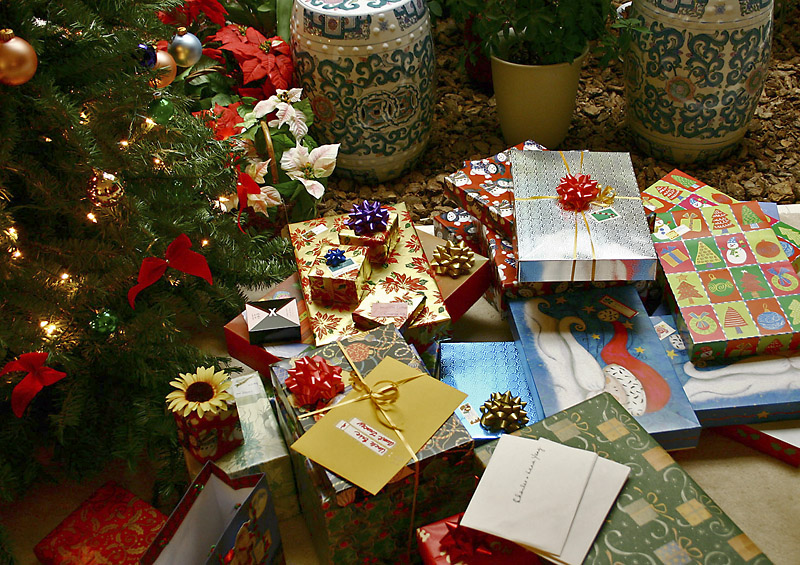
Різдвяні подарунки під ялинкою.

Різдвяний подарунок або різдвяний презент — це подарунок, який дарують на святкування Різдва. Різдвяними подарунками часто обмінюються напередодні Різдва (24 грудня), на саме Різдво (25 грудня) або в останній день дванадцятиденного різдвяного сезону, Дванадцяту ніч (5 січня). Практика дарування подарунків під час Різдва, згідно з християнською традицією, є символом піднесення дарів трьома волхвами немовляті Ісусу.

## Історія

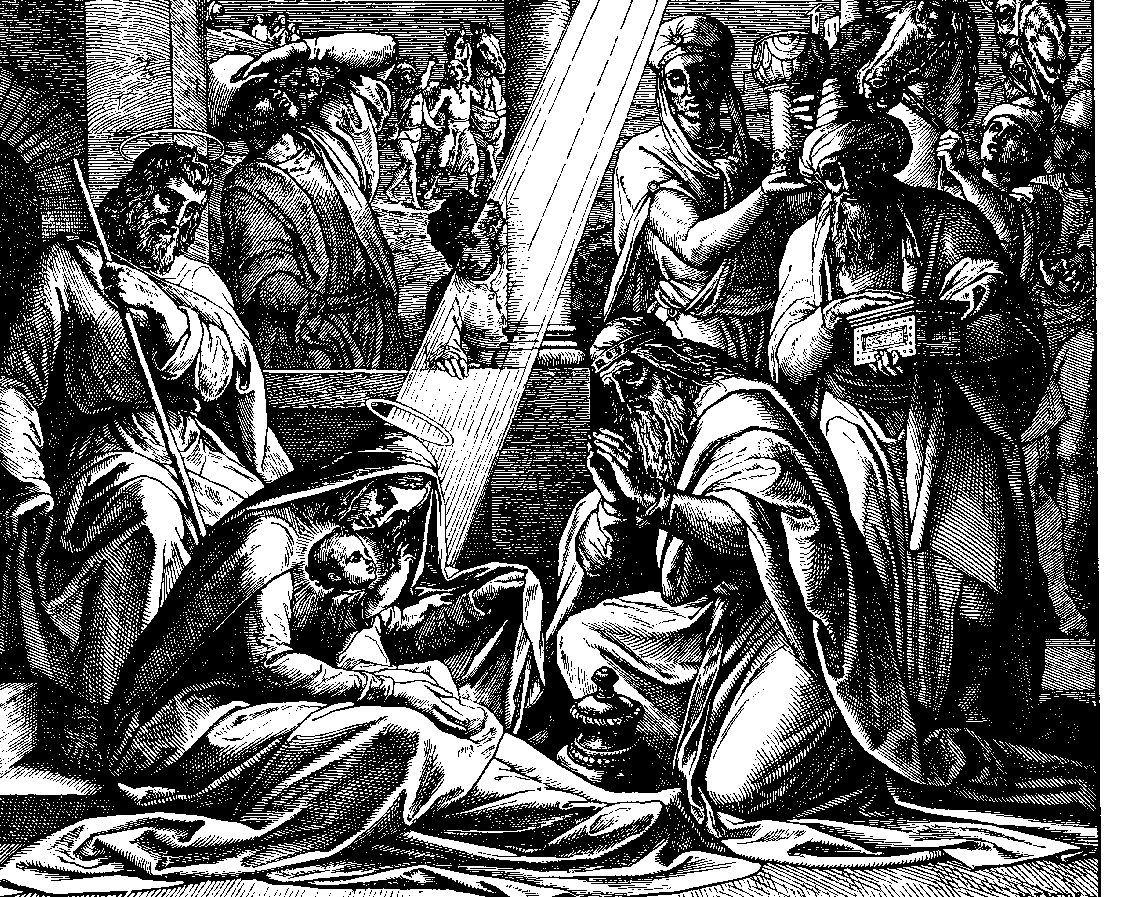
Мудреці дають подарунки Ісусу, ксилография Юліуса Шнорра фон Карольсфельда, 1860 рік

Загалом дарування подарунків — це давня традиція, яка стала асоціюватися з християнським святом Різдва.
У Стародавньому Римі дарування подарунків могло відбутися біля зимового сонцестояння в грудні, яке відзначалося під час свята Сатурналії.
Оскільки християнство все більше поширювалося в римських землях, звичай дарувати подарунки виник на Новий рік. Приблизно в 336 р. н. е. дата 25 грудня, здається, стала днем народження Ісуса, а традиція дарування подарунків була пов'язана з історією про те, як біблійні волхви дарували подарунки немовляті Ісусу; разом з іншою історією, історією про Святого Миколая, християнського єпископа четвертого століття та дарувальника подарунків, вона поступово стала частиною різдвяних свят у таких країнах, як Сполучене Королівство; в інших християнських країнах практика дарування подарунків відбувається на початку Адвенту, у День Святого Миколая.

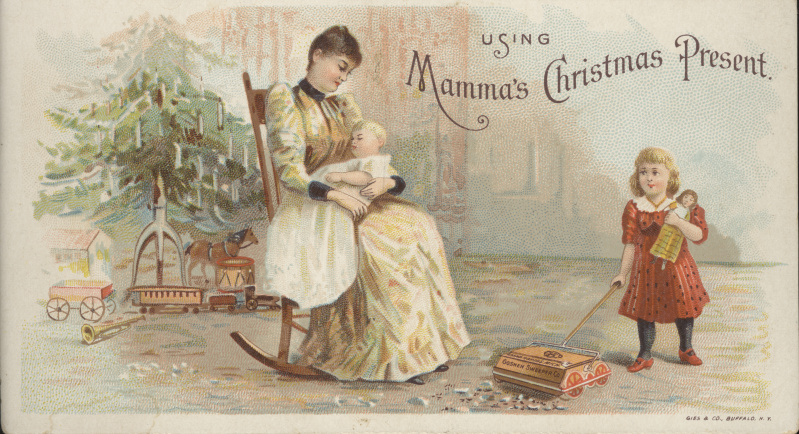
Різдвяна реклама зі згадкою про подарунки від c. 1900 рік

Однак деякі ранні християнські правителі витлумачили цю історію як вказівку на те, що їхні піддані повинні давати подарунки своїм начальникам, і наполягали на данині та десятині протягом того періоду. Ситуація змінилася на рубежі тисячоліть після популярності історії про доброго короля Вацлава, заснованої на житті іншої історичної особи, яку вважали дарувальником, — святого Вацлава. Різдвяні подарунки начальству стали менш поширеними, і приблизно в період протестантської Реформації в Європі все більшого поширення набуває звичай дарувати подарунки дітям. У 19 столітті цей звичай поширився і в Сполучених Штатах Америки. Це також збіглося з прагненням деяких еліт зменшити буйність дорослих різдвяних святкувань, які подекуди були пов'язані з жебрацтвом, оскільки «ватаги молодих людей, часто буйних, ходили від хати до хати та вимагали подачок від шляхти». Іншим пов'язаним з цим аспектом було зростаюче бажання батьків тримати дітей вдома, якомога далі від розбещуючого впливу міських вулиць.
Ще одна відносно нещодавня зміна стосувалася часу дарування різдвяних подарунків. Протягом багатьох століть дарування відбувалося 6 грудня в день святого Миколая або на початку січня після новорічної ночі. Популярність цього звичаю зросла після позитивного сприйняття поеми 1823 року «Ніч перед Різдвом» і повісті 1843 року «Різдвяна пісня». До кінця 19 століття Святвечір замінив початок грудня або січень як найпоширенішу дату для дарування подарунків у західній культурі.
Оскільки різдвяний сезон триває дванадцять днів відповідно до літургійних календарів багатьох християнських церков, у деяких культурах дарують подарунки на кожен із дванадцяти днів Різдва, тоді як в інших християнських домогосподарствах подарунки дарують лише на Різдво або на дванадцяту ніч, перший і останній дні різдвяного сезону відповідно.

## Економічний ефект

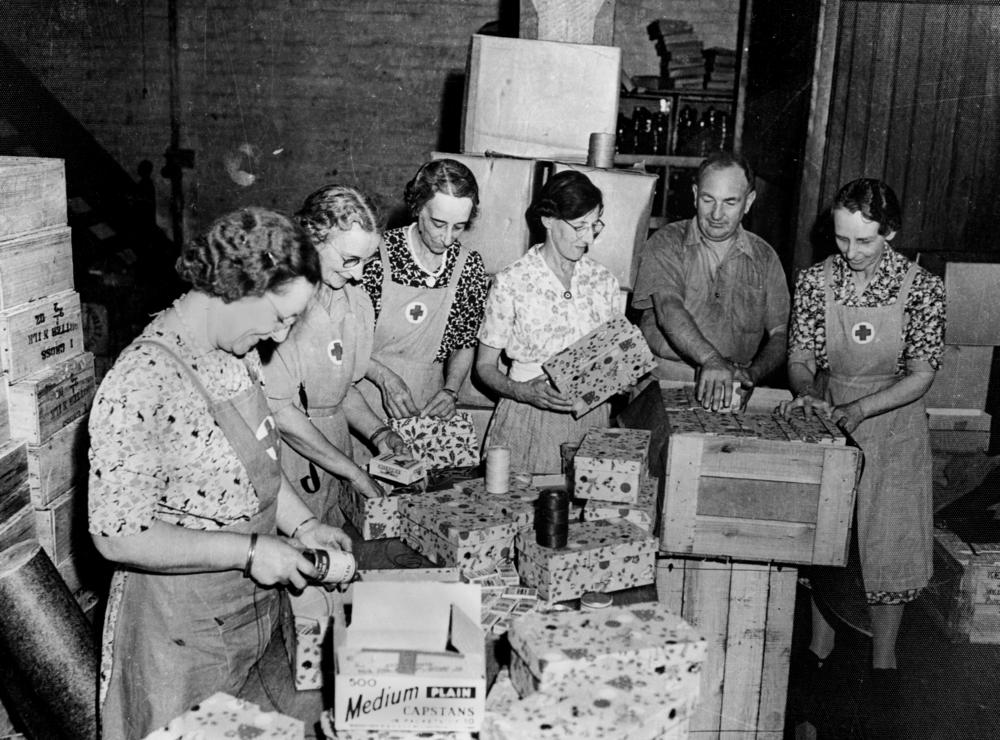
Працівники Червоного Хреста пакують різдвяні подарунки для бойових сил під час Другої світової війни, жовтень 1942 року

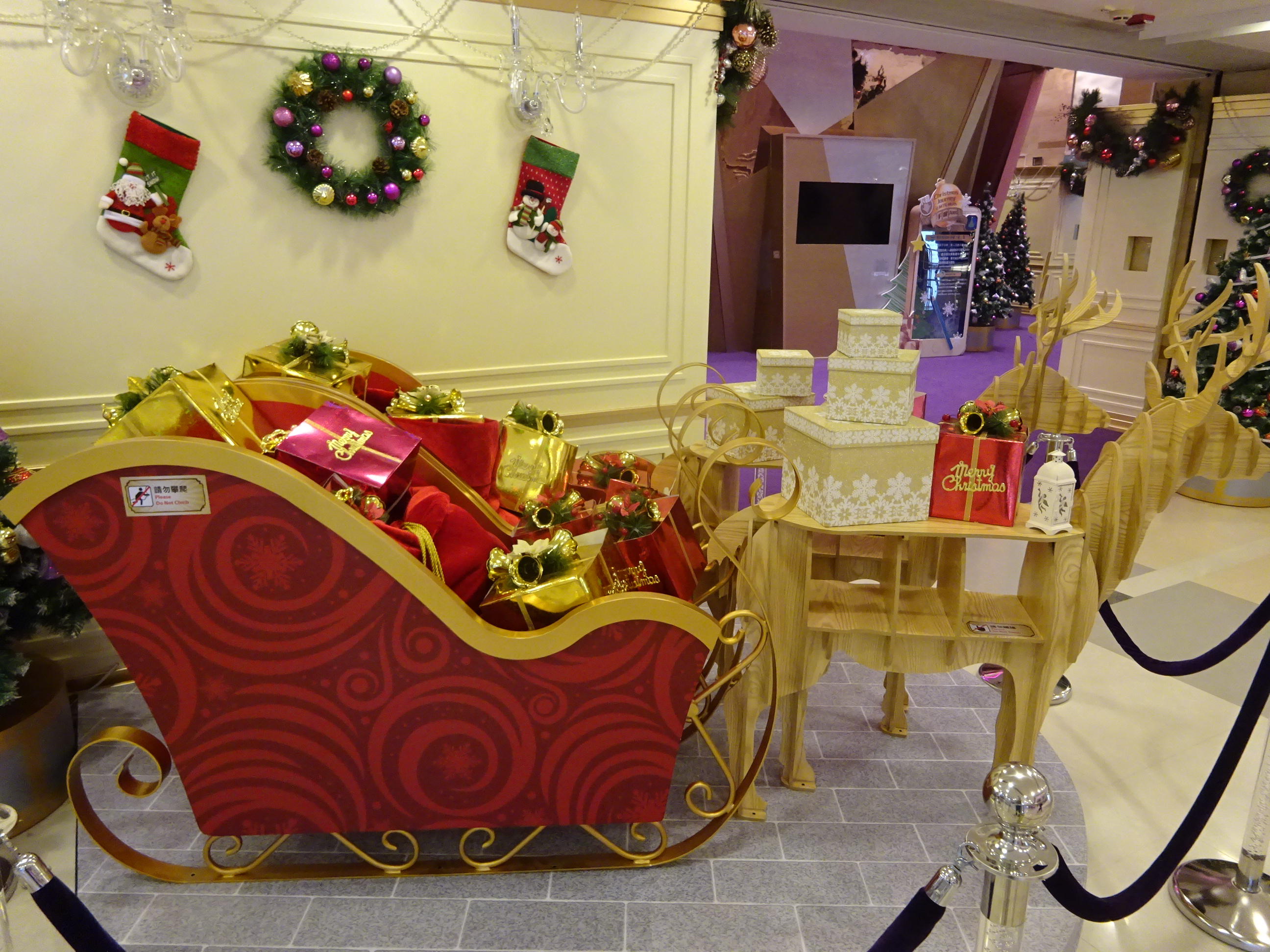
Різдвяні прикраси, часто з різдвяними подарунками, рясніють у багатьох торгових центрах

Традицію підхопили й роздрібні торговці, для яких тижні, а згодом і весь місяць перед Різдвом стали дуже прибутковим періодом. Приблизно на рубежі 20-го століття роздрібні торговці почали спрямовувати маркетингові зусилля на дітей, сподіваючись спонукати батьків купувати більше товарів.
Вона може розділити подарунки, які дарують батьки, на участь у батьківському різдвяному даруванні подарунків та дарування брендованих речей у як подарунок. До 1970-х років на ці шість тижнів перед Різдвом припадало 80 % продажів іграшкової індустрії. Дослідження RetailMeNot показало, що британські домогосподарства очікують витрачати в середньому 473,83 фунта стерлінгів на подарунки, що робить їх набагато більш марнотратними, ніж європейські. Нормальним було витратити до 300 фунтів стерлінгів на одну дитину. Роздрібні продавці передбачають, що 1,1 мільярда фунтів стерлінгів буде витрачено на іграшки під час Різдва 2020 року, в середньому 105 фунтів стерлінгів буде витрачено на дітей молодшого віку. Взаємозв'язок між залученістю до дарування подарунків та даруванням брендованих товарів у якості подарунків досліджувався за допомогою коефіцієнта кореляції Пірсона. Зведене середнє для участі в даруванні подарунків було розраховано на рівні 5,81 зі стандартним відхиленням 1,32. Розраховане зведене середнє для залучення до брендів у якості подарунків становило 1,74, а стандартне відхилення — 1,09. Однак, якщо батьки припускають, що дітям було нормально отримувати багато подарунків, зауважте, що ми також звернули увагу на те, щоб купувати для інших дітей пожертви. Крім того, якщо батьки не планують дарувати подарунки, це тому, що вони не хочуть, щоб діти жили лише в цьому суспільстві споживання. Вони будуть шукати інші речі, які принесуть більше радості в сім'ю.
На початку 2000-х було підраховано, що тільки в США покупці витрачають понад 4 мільярди доларів щодня під час сезону різдвяних покупок, при цьому середня людина витрачає понад 1000 доларів на подарунки.
Є побоювання, що дарування подарунків на Різдво є надто комерційним. Сімдесят відсотків респондентів онлайн-опитування 13 576 людей у 14 європейських країнах у 2016 році сказали, що надто багато уваги приділяється витратам під час Різдва, 42 % сказали, що вони змушені витрачати більше на Різдво, а 10 % позичили гроші, щоб бути в змозі дозволити собі подарунки.
Економіст Джоель Вальдфогель зазначив, що через невідповідність між тим, що обдаровуваний оцінює подарунок, і вартістю, яку сплачує дарувальник, подарунки втрачають від однієї десятої до однієї третини своєї вартості; він називає це «мертвою втратою Різдва». Це призводить до того, що подарунки часто повертаються, продаються або даруються повторно. У європейському онлайн-опитуванні 2016 року 15 % респондентів були незадоволені своїми подарунками, а 10 % не могли пригадати, що вони отримали. Двадцять п'ять відсотків респондентів сказали, що вони повторно дарували свої подарунки комусь іншому, 14 % продали речі, 10 % намагалися повернути їх у магазин, а 5 % повернули подарунок дарувальнику. Люди похилого віку частіше відправляли непотрібні подарунки на благодійність, а люди віком від 25 до 34 років «просто викидали їх». Подарунки, які, найімовірніше, не будуть оцінені, залежать від особистих смаків і включають такі предмети, як парфумерія та косметика, прикраси та одяг.

## Обгортання
За словами дослідників з Університету Невади, погано упаковані подарунки викликають кращу реакцію, тому що «акуратно упаковані подарунки збільшують очікування одержувача».